# Campeonato Mundial de Ginástica Aeróbica de 2008
O IX Campeonato Mundial de Ginástica Aeróbica foi disputado entre os dias 25 e 27 de abril de 2008, na cidade de Ulm, na Alemanha.

## Medalhistas
| Evento                        | Ouro                                                                   | Ouro   | Prata                                                                                               | Prata  | Bronze                                                                                               | Bronze |
| Equipes detalhes              | CHN China Zhang Peng Qin Yong He Shijian Ao Jinping Ni Zhen Hua Yu Wei | 21.650 | FRA França Gaylord Oubrier Xavier Julien Morgan Jacquemin Adrien Galo Grégory Alcan Julien Chaninet | 21.450 | RUS Rússia Maxim Ozertsov Roman Tymko Stanislav Kuzin Mikhail Nazariev Dmitry Ekimenko Danila Shohin | 20.800 |
| Pares mistos detalhes         | FRA França Aurélie Joly Julien Chaninet                                | 21.350 | ROU Romênia Cristina Antonescu Mircea Brinzea                                                       | 21.200 | ROU Romênia Tudorel-Valentin Mavrodineanu Simona Nedelcu                                             | 20.700 |
| Trios detalhes                | ROU Romênia Mircea Brinzea Tudorel-Valentin Mavrodineanu Mircea Zamfir | 22.050 | CHN China Zhang Peng Qin Yong Yu Wei                                                                | 21.600 | BRA Brasil Marcela Lopez Cibele Rosito Oliani Marina Lopez                                           | 21.450 |
| Individual masculino detalhes | ESP Ivan Parejo                                                        | 22.400 | FRA Morgan Jacquemin                                                                                | 22.050 | RUS Ao Jinping                                                                                       | 22.050 |
| Individual feminino detalhes  | BRA Marcela Lopez                                                      | 22.050 | ROU Cristina Simona Nedelcu                                                                         | 21.350 | NZL Angela McMillan                                                                                  | 21.200 |